# BEA Systems
BEA Systems, Inc fu un'azienda di sviluppo software statunitense specializzata soprattutto nel campo degli application server in linguaggio J2E.
Fondata nel 1995 a San Jose in California, dove aveva anche il quartier generale, la compagnia aveva sedi in numerosi Paesi del mondo.
Inizialmente i prodotti principali riguardavano il transaction processing con Tuxedo acquisito dai Bell Labs, tuttavia in seguito l'ambito di business si è esteso fino a comprendere tutto il mercato SOA con AquaLogic. Dalla fine degli anni '90 BEA Systems è diventata leader nel mercato degli application server J2EE con WebLogic Server, coprendo il 40% del mercato nel 2002.
Il 29 aprile 2008 fu acquistata da Oracle Corporation per 8,5 miliardi di dollari e incorporando i nomi WebLogic, AquaLogic e Tuxedo tra i brand posseduti.

## Date significative
- 1995: BEA Systems viene fondata da Bill Coleman, Ed Scott ed Alfred Chuang.
- 1997: BEA Systems diventa una public company.
- 1998: BEA Systems acquisisce WebLogic start-up che produceva l'omonimo J2EE application server.
- 2002: Gli introiti sorpassano il miliardo di dollari.
- 2008: Oracle acquisisce BEA Systems.